# Досконала конкуренція
Доскона́ла конкуре́нція, досконалий ринок, ринок з досконалою конкуренцією (англ. Perfect competition) — ідеалізований стан ринку (ідеальна ринкова структура), коли окремі покупці і продавці не можуть впливати на ціну. Ціна на такому ринку встановлюється як середня величина цін великої кількості угод на ринку за певний період. Ринкова ціна за досконалої конкуренції збігається з рівноважною ринкової ціною.
Ринок з досконалою конкуренцією має властивість саморегулювання — узгодження попиту і пропозиції через ціновий механізм (працює «невидима рука ринку»).
Продавці на ринку з досконалою конкуренцією, оскільки не можуть впливати на ціну, є ціноотримувачами (price-takers), тобто сприймають ціну на ринку як задану.

## Ознаки досконалої конкуренції
- безліч продавців і покупців;
- однорідність і подільність товарів, що продаються;
- відсутність бар'єрів для входу або виходу з ринку;
- висока мобільність чинників виробництва;
- рівний і повний доступ всіх учасників до інформації (ціни товарів);
- раціональність учасників;
- відсутність трансакційних витрат або податків.

Такий ринок завжди приходить до рівноваги. На ринку панує для однакових продуктів єдина ціна, тому що жоден покупець або продавець в зв'язку зі своїм незначним розміром не може її диктувати. Оскільки існує конкуренція між продавцями, кожен продавець намагається максимально знизити свою ціну і, сам того не прагнучи, опиняється на рівні нульового прибутку. Навіть якщо продавець хоче довгостроково «прив'язати» покупців до себе, пропонуючи їм товари за цінами нижчими ніж ринкові, він попросту збанкрутує. Вважається, що серед усіх галузей економіки фондові ринки найбільше відповідають ідеалу досконалої конкуренції. Недосконала конкуренція виникає тоді, коли ринок не здатний виконувати одну або більше своїх функцій.

## Функції ринку із досконалою конкуренцією
На ринок покладено виконання наступних функцій:
- Координаційна функція: ринки координують попит та пропозицію, уможливлюючи їх зустріч за рахунок відповідної інфраструктури, наприклад, біржі.
- Алокаційна функція: ринки сприяють економному урівноваженню пропозиції та попиту, а ціновий механізм — найкращому використанню ресурсів.
- Селекційна функція: ринки дозволяють торгувати лише тим продавцям та покупцям, які виконують певні вимоги, наприклад, щодо мінімального рейтингу, ліцензії тощо.